# Bijelo Polje (gmina Podgorica)
Bijelo Polje (cyr. Бијело Поље) – wieś w Czarnogórze, w gminie Podgorica. W 2011 roku liczyła 825 mieszkańców.